# 게자리 요타

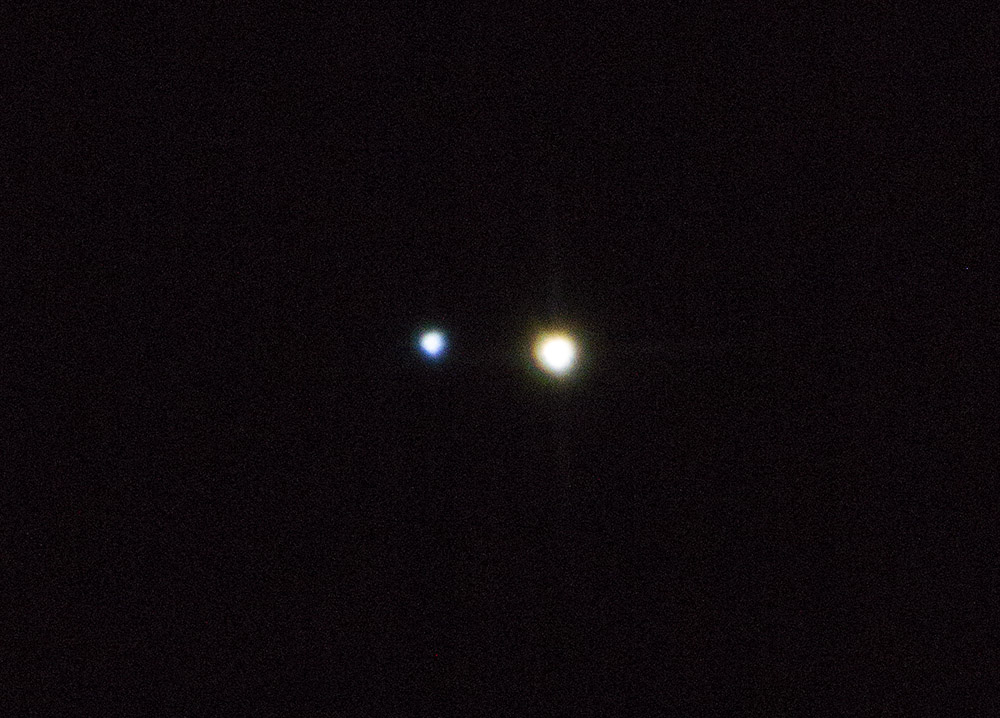
게자리 이오타 A와 B (Jeffrey Fisher)

게자리 요타(ι Cnc, ι Cancri)는 지구에서 약 300 광년 떨어진 게자리에 있는 이중성이다.
게자리 요타의 두 별은 30각초로 떨어져 있으며, 이 거리는 매우 느리게 변화한다. 아직 정확한 궤도가 계산되지는 않았지만, 두 별은 공통의 고유운동을 보여주며 중력적으로 연결되어 있다고 추정된다.
더 밝은 별인 ι Cancri A는 황색 G형 거성으로, 겉보기 등급은 +4.02등급이다. 이 별은 약한 바륨별로, 점근거성가지(AGB) 단계의 별이 풍부한 물질을 덜 진화한 동반성으로 전이하면서 형성된 것으로 생각된다. 게자리 요타 항성계에서는 그러한 별이 발견되지는 않았지만, 보이지 않는 백색 왜성이 존재할 것으로 추정된다.
두 별 중 더 어두운 별인 게자리 요타 B는 백색 A형 주계열 왜성으로, 겉보기 등급은 +6.57등급이다. 이 별은 껍질별(shell star)로, 빠른 자전으로 인해 방출된 물질로 둘러싸여 있다.